# Самохостинг (веб-сервіси)
Самохостинг — це практика запуску та підтримки вебсайту або сервісу на власному вебсервері, замість того, щоб користуватися послугами сторонніх провайдерів. Самостійний хостинг дозволяє користувачам мати більше контролю над своїми даними, конфіденційністю та обчислювальною інфраструктурою, а також потенційно заощаджувати кошти та вдосконалювати навички.

## Історія
Концепція самостійного хостингу сягає 1962 року, коли Харт і Левін з Массачусетського технологічного інституту написали компілятор Lisp на Lisp, тестуючи його в існуючому інтерпретаторі Lisp. Після того, як вони вдосконалили компілятор до такої міри, що він міг компілювати власний вихідний код, він став самостійно розміщуватись.
Практика самохостингу веб-сервісів стала більш можливою з розвитком хмарних обчислень і технологій віртуалізації, які дозволили користувачам запускати власні сервери на віддаленому обладнанні або віртуальних машинах. Перша публічна хмарна служба Amazon Web Services (AWS) була запущена у 2006 році, пропонуючи Simple Storage Service (S3) і Elastic Compute Cloud (EC2) як початкові продукти.
Веб-сервіси самохостингу стали більш популярними з появою безкоштовного програмного забезпечення та проєктів програмного забезпечення з відкритим кодом, які надають альтернативи різним вебсервісам і додаткам, як зберігання файлів, керування паролями, потокове передавання медіа, домашня автоматизація тощо. Навколо самохостингу також існує чимала спільнота любителів, яка складається з аматорів, технологічних професіоналів та людей, які піклуються про конфіденційність.

## Переваги
Ось деякі з переваг самохостингу:
- Користувач має повний контроль над своїми даними та може вирішувати, як і де вони розміщені.
- Користувач може налаштувати дизайн і функціональність сайту відповідно до своїх уподобань і потреб.
- Користувач потенційно може заощадити гроші, використовуючи дешевший хостинг або поєднуючи кілька послуг на одному сервері.
- Користувач може покращити свої навички та знання, навчившись налаштовувати та керувати власним сервером і службами.
- Користувач може не покладатися на сторонніх постачальників, які можуть мати проблеми з конфіденційністю, порушення безпеки, збої або зміни в політиках.

## Недоліки
Деякі з проблем самохостингу:
- Користувач повинен взяти на себе відповідальність за підтримку та оновлення свого сервера та послуг, що може вимагати технічних навичок і часу.
- Користувач повинен переконатися, що його сервер і служби безпечні та відповідають відповідним законам і нормам.
- Користувачеві доводиться мати справу з такими потенційними проблемами, як апаратні збої, проблеми з мережею, перебої в електроживленні або зловмисні атаки.
- Користувач повинен знайти надійних і доступних хостинг-провайдерів, які пропонують необхідні функції та ресурси.

## Приклади
Є багато прикладів самохостингу служб і програм, які можуть замінити або доповнити веб-сервіси, наприклад:
- Nextcloud — набір клієнт-серверного програмного забезпечення для створення та використання сервісів розміщення файлів
- Bitwarden — менеджер паролів, який зберігає всі паролі в зашифрованому сховищі
- Sismics Reader — RSS-агрегатор, який дозволяє користувачам читати стрічки новин з різних джерел
- PhotoPrism — серверна програма для перегляду, упорядкування та обміну колекціями фотографій
- Home Assistant — програмне забезпечення для домашньої автоматизації, яке ставить на перше місце контроль і конфіденційність

## Ресурси
Є багато ресурсів, доступних для ентузіастів самостійного розміщення, наприклад:
- Awesome-Selfhosted — список мережевих служб безкоштовного програмного забезпечення та веб-додатків, які можна розмістити на ваших власних серверах
- Self Hosted — подкаст про самохостинг
- r/selfhosted — сабредит для обговорення самохостингу
- Посібник із самохостингу

## Дивись також
- Локальне програмне забезпечення
- Веб-хостинг
- Хмарні обчислення
- Децентралізована мережа